# No One Lives Forever 2: A Spy in H.A.R.M.’s Way
No One Lives Forever 2: A Spy in H.A.R.M.’s Way – gra komputerowa z gatunku first-person shooter wyprodukowana przez Monolith Productions, wydana przez Sierra Entertainment 30 września 2002 roku. Gra jest oparta na silniku Lithtech Jupiter stworzonym przez firmę Monolith Productions.
Redakcja magazynu PC Gamer UK w 2015 roku przyznała grze 75. miejsce na liście najlepszych gier na PC.